# Old Warehouse

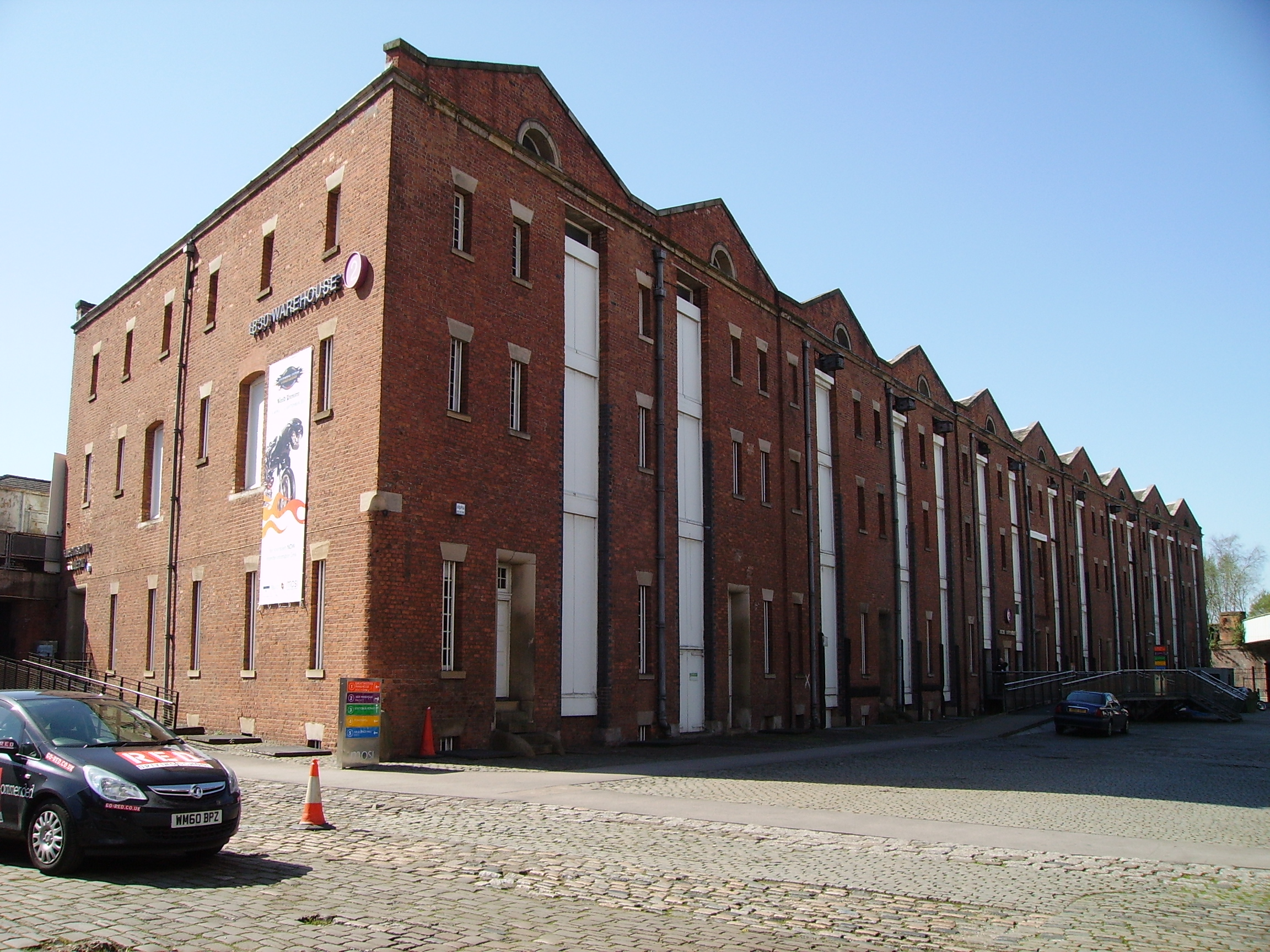
Old Warehouse

Das Old Warehouse in Manchester ist ein 1830 erbautes Lagerhaus der Eisenbahngesellschaft Liverpool and Manchester Railway.
Das Gebäude auf der Nordseite des Kopfbahnhofes Manchester Road Railway Station wurde in fünf Monaten zwischen April und September 1830 nach Plänen des Architekten Thomas Haigh gebaut.
Die Fassaden des Lagerhauses wurden mit rotem Backstein im flämischen Verband verkleidet und mit Schieferdächern im Stil von zehn Grabendächern errichtet. Es ist drei Stockwerke hoch. Die rückseitigen Laderampen mit Niveau der Bahngleise ermöglichten ein direktes Be- und Entladen der Eisenbahnwagen. Das Erdgeschoss mit Zugang auf der Straßenseite konnte mit Karren und Fuhrwerken befahren werden.
Die innere Lagerstruktur ist aus Holz und mit gusseisernen Säulen verstärkt. Die Verteilung von Waren innerhalb des dreistöckigen Lagers erfolgte ursprünglich im Handbetrieb. Ende 1832 wurden dampfbetriebene Hebezeuge installiert und 1880 durch ein elektrisch betriebenes Hydrauliksystem ersetzt. Das Gebäude wurde aufwendig restauriert und steht seit 1973 unter Denkmalschutz als stehendes Kulturdenkmal. 1975 wurde der Bahnbetrieb ganz eingestellt. Heute wird das Gebäude vom Science and Industry Museum genutzt.